# Грабувка (Ченстоховський повіт)
Грабувка (пол. Grabówka) — село в Польщі, у гміні Миканув Ченстоховського повіту Сілезького воєводства.
Населення — 338 осіб (2011).
У 1975-1998 роках село належало до Ченстоховського воєводства.

## Демографія
Демографічна структура станом на 31 березня 2011 року:
|          | Загалом | Допрацездатний вік | Працездатний вік | Постпрацездатний вік |
| -------- | ------- | ------------------ | ---------------- | -------------------- |
| Чоловіки | 165     | 35                 | 114              | 16                   |
| Жінки    | 173     | 38                 | 102              | 33                   |
| Разом    | 338     | 73                 | 216              | 49                   |